# (2878) Panacea
(2878) Panacea (1980 RX) – planetoida z pasa głównego asteroid okrążająca Słońce w ciągu 5,32 lat w średniej odległości 3,05 j.a. Odkryta 7 września 1980 roku.